# Parayasa maculosa
Parayasa maculosa är en insektsart som beskrevs av William Lucas Distant. Parayasa maculosa ingår i släktet Parayasa och familjen hornstritar. Inga underarter finns listade i Catalogue of Life.